# وتروپ
وتروپ (به آلمانی: Wettrup) یک شهر در آلمان است که در امسلاند واقع شده‌است. وتروپ ۵۶۵ نفر جمعیت دارد.